# Les Moëres, Nord
Les Moëres là một xã trong vùng Hauts-de-France, thuộc tỉnh Nord, quận Dunkerque, tổng Hondschoote. Tọa độ địa lý của xã là 51° 01' vĩ độ bắc, 02° 33' kinh độ đông. Les Moëres nằm trên độ cao trung bình là 1 mét trên mực nước biển, có điểm thấp nhất là -4 mét và điểm cao nhất là 2 mét. Xã có diện tích 19,46 km², dân số vào thời điểm 1999 là 666 người; mật độ dân số là 34 người/km².